# عبد الإله علي محمد طاهر
عبد الإله علي محمد طاهر النائلي هو سياسي عراقي من مواليد عام 1969، حاصل على شهادة البكالوريوس. شغل منصب عضو في مجلس النواب العراقي عن محافظة القادسية في دورته الثانية (2010-2014) والثالثة (2014-2018). فاز في الانتخابات التشريعية العراقية لعام 2018 بعدد اصوات بلغ 6,504 صوت.